# Iglesia de Sant Bartomeu de Cabanyes

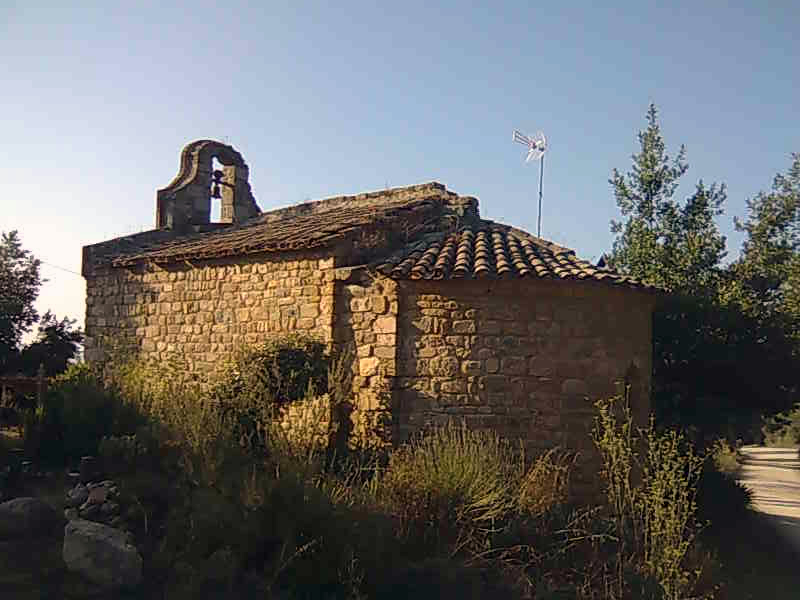
Iglesia de Sant Bartomeu de Cabanyes.

La iglesia de Sant Bartomeu de Cabanyes (traducido al español San Bartolomé de Cabañas), está situada a unos dos kilómetros de la población de Orrius, perteneciente a la comarca del Maresme en la provincia de Barcelona (España).
Se trata de una sencilla construcción románica del siglo XI-XII, que consta de una nave cubierta con bóveda de cañón y con un ábside semicircular donde tiene una pequeña ventana central. Tiene un campanario de espadaña de un solo hueco. Durante la guerra civil española fueron quemadas todas sus imágenes.

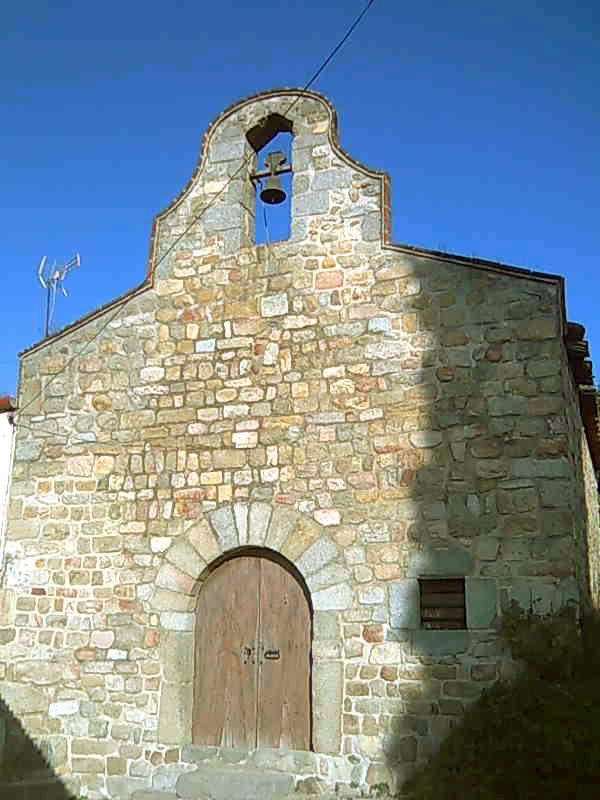
Fachada de Sant Bartomeu de Cabanyes.
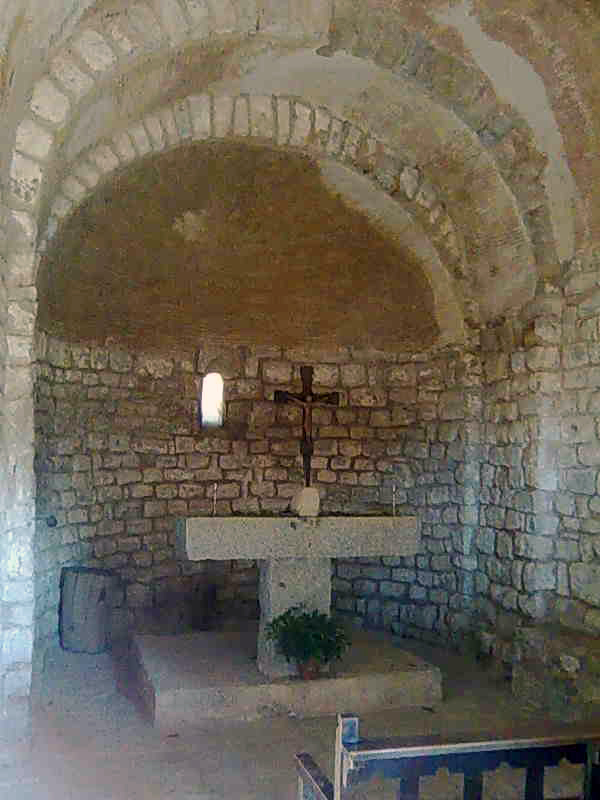
Interior de la iglesia.